# Billericay
Billericay est une ville britannique située dans le comté d'Essex (Angleterre). Sa population est estimée à 27 998 habitants en 2011.

## Géographie et géologie
Billericay est une ville semi-rurale, avec de nombreux espaces verts incluant  Norsey Wood , Mill Meadows Nature Reserve, Queen's Park Country Park, Sun Corner, Lake Meadows et South Green. Billericay comprend les écoles de  Billericay School ,  Mayflower High School  and  St John's School . D’un point de vue géologique, la ville se situe dans le bassin de Londres, et le sous-sol est un mélange d’argile de Londres et de bagshots beds.

## Histoire
Les premières traces d’occupation humaine à Billericay sont des tombes à Norsey Wood, preuve d’une présence humaine durant l’âge du bronze et l’âge du fer. Des preuves d’une occupation romaine ont été rencontrées dans différents endroits de la ville.
Les saxons ne se sont pas établis à Billericay, mais deux miles au sud, à Great Burstead. À la fin du Xe siècle, la ville était connue comme Burhstede. Elle n’est pas mentionnée dans le Domesday Book. Le terme de Byllyrica est mentionné pour la première fois en 1291.

### Moyen Âge
Aux XIIIe et XIVe siècles, des pèlerins se rendant à Canterbury passent par Billericay. Certains d’entre eux y passent la nuit avant de traverser la Tamise à Tilbury. Cela justifie certainement le grand nombre d’auberges sur la route.
L’événement historique le plus notable de la ville est certainement la victoire des forces de Richard II d'Angleterre sur les rebelles le 28 juin 1381 à Norsey Wood. Environ 500 rebelles sont tués et cette bataille met un terme définitif à la révolte des paysans.

### Seconde Guerre Mondiale
Le HMS Lark est parrainé par la communauté civile de Billericay pendant la campagne nationale du Warship Week (semaine des navires de guerre) en mars 1942. Il est un sloop britannique, de la classe Black Swan modifiée, construit pour la Royal Navy.

## Jumelages
- Chauvigny (France)
- Fishers (États-Unis)
- Billerica, Massachusetts (États-Unis)

## Personnalités liées à la ville
- Neal Asher (1961-2018), écrivain de science-fiction, y est né ;
- Francis Thomas Bacon (1904-1992), ingénieur, y est né ;
- Dave Bronze (1952), bassiste, y est né ;
- David Gandy (1980-), mannequin, y est né ;
- Chris Haywood (1948-), acteur australien, y est né ;
- Alison Moyet (1961-), chanteuse franco-britannique, y est née ;
- Richard Osman (1970-), animateur, producteur et réalisateur de télévision, y est né ;
- Russell Tovey (1981-), acteur, y est né ;
- Ben Wheatley (1972-), réalisateur et scénariste, y est né.